# Lawrence Welk and His Sparkling Strings
Lawrence Welk and His Sparkling Strings è un album a nome Lawrence Welk and His Sparkling Strings, pubblicato nel settembre del 1955 dalla Coral Records.

## Tracce

### LP (1955, Coral Records, CRL 57011)
Lato A (MG 4123)
1. Sunrise Serenade – 2:27 (testo: Jack Lawrence – musica: Frankie Carle)
2. Twilight Time in Tennessee – 2:50 (Jay Milton, Ricky Edwards)
3. Autumn Nocturne – 2:34 (testo: Kim Gannon – musica: Josef Myrow)
4. Moonlight Cocktail – 2:33 (testo: Kim Gannon – musica: Luckey Roberts)
5. Jeannine (I Dream of Lilac Time) – 2:30 (testo: Louis Wolfe Gilbert – musica: Nathaniel Shilkret)
6. Stars in My Eyes – 2:28 (testo: Dorothy Fields – musica: Fritz Kreisler)

Durata totale: 15:22
Lato B (MG 4124)
1. The Waltz You Saved for Me – 2:20 (testo: Gus Kahn – musica: Wayne King, Emil Flindt)
2. The Champagne Waltz – 2:34 (Con Conrad, Ben Oakland, Milton Drake)
3. When the Organ Played at Twilight – 2:13 (testo: Raymond Wallace – musica: Jimmy Campbell, Reginald "Reg" Connelly)
4. A Blues Serenade – 2:24 (testo: Mitchell Parish – musica: Frank Signorelli)
5. Twilight Time – 2:35 (testo: Buck Ram – musica: Artie Dunn, Morty Nevins, Al Nevins)
6. Musette – 2:37 (musica: Richard Barr)

Durata totale: 14:43
- Durata brani ricavati da LP Coral Records (CRL 57011) di pubblicazione canadese

## Musicisti
- Lawrence Welk – direttore d'orchestra
- Myron Floren – fisarmonica (solo nei brani: A1, A2, A3 e A4)
- altri componenti dell'orchestra non accreditati [2]